# 足螳属
足螳属（学名：Pezomantis）是宽膝螳科的一属。

## 下属物种
本属包括以下物种：
- 亨利足螳 Pezomantis henryi Uvarov, 1927